# Біологічний окислювач

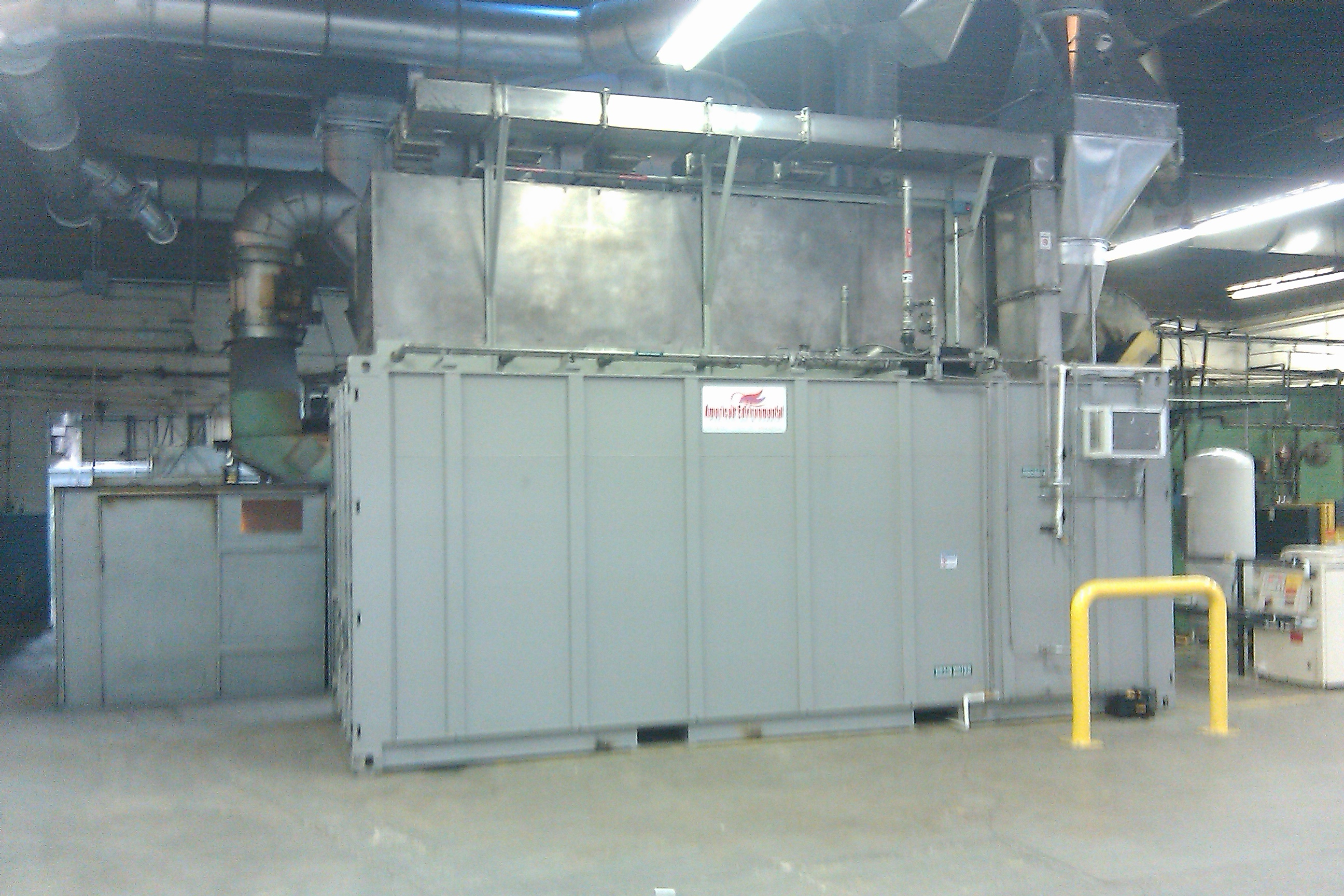
Удосконалений біологічний окислювач для видалення летких органічних та інших сполук

Біологічний окислювач — це пристрій, який використовує мікроорганізми для очищення стічних вод і летких органічних сполук, що утворюються під час комерційних і промислових операцій. Пристрої біологічного окислення перетворюють органічні сполуки, які біологічно розкладаються, на вуглекислий газ і воду. Це природний процес, який відрізняється від традиційних хімічних і термічних окислювачів і методів. Деякі з найбільш часто використовуваних мікроорганізмів – це гетеротрофні бактерії, які відіграють важливу роль у процесах біологічного розкладання. Як правило, ці мікроорганізми паличкоподібні та факультативні. Біологічні окислювачі забезпечують стабільне середовище, яке дозволяє бактеріям природним чином окислювати та стабілізувати велику кількість органіки більш ефективним способом. Деякі з викидів, які можна обробити біологічно, включають:
- гетероциклічні сполуки (такі як хінолін або піридин);
- поліароматичні вуглеводні (ПАВ);
- фармацевтичні субстанції;
- поліхлоровані біфеніли;
- вуглеводні (нафта);
- бензол, толуол, етилбензол і ксилол (BETEX);
- метилетилкетон (МЕК);
- деякі метали.

Оперативне видалення широкого спектру відходів і забруднюючих речовин з навколишнього середовища є першочерговою умовою, яка веде до мінімального негативного впливу на навколишнє середовище та сталого розвитку. Мікроорганізми мають чудову анаболічну та катаболічну адаптивність для розкладання та виробництва стабілізованих органічних речовин із забруднень. Біотехнологія й мікробіологія надають важливі погляди на регулятивні метаболічні шляхи, а також на ефективність адаптації та біологічної деградації в нашому мінливому середовищі.

## Механізм біологічного руйнування шкідливих забруднювачів повітря

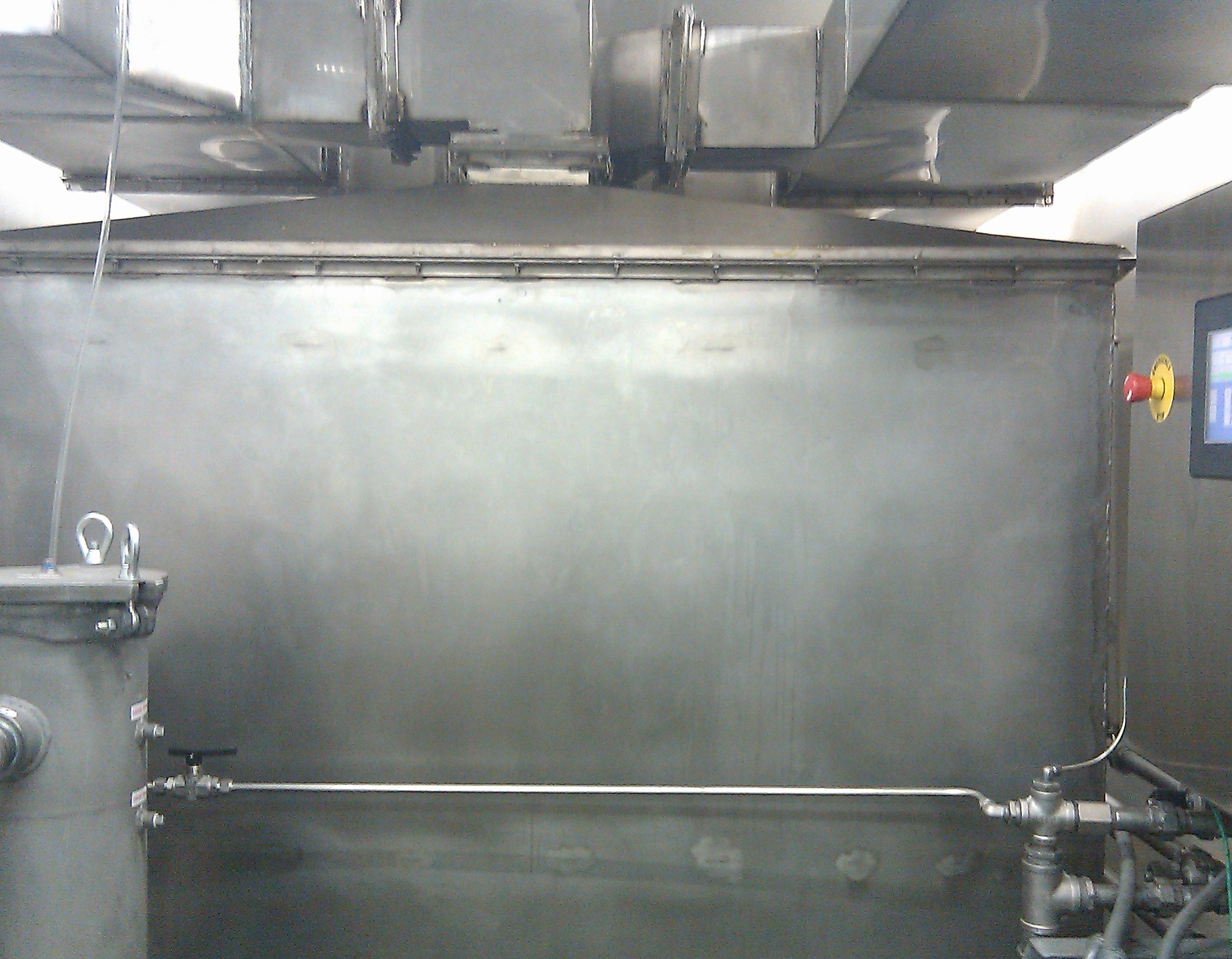
Модуль захоплення біологічного окислювача

Мікроорганізми використовуються в біологічній ремедіації для контролю промислових і комерційних стоків парів. При використанні систем біологічного окислення для рекультиваційних викидів вихідні гази або пари пропускаються через наповнений шар, що має тонку біологічну плівку на поверхні. Мікроорганізми знерухомлені на тонкій біологічній плівці, коли пара проходить через плівку, вони прикріплюються та окислюються або стабілізуються.
Біологічна плівка виконує процес деградації, оскільки вода біологічного відстійника повторно обробляється поверх біосередовища, це створює додатковий біологічний ріст, а зі збільшенням плівки збільшується і ефективність біологічних окислювачів.
Колись для очищення стічної водяної пари та викидів промислових установок були потрібні велика площа поверхні та займана площа, а з появою передового обладнання для біологічного окислення потрібна менша площа. Слід зазвичай займає стільки ж місця, скільки звичайні термічні окислювачі.

## Біологічний контроль
Надмірне утворення біологічної плівки може призвести до певних проблем, таких як злущення, це важливий фактор для підтримки оптимальної біологічної плівки. Збереження біологічної плівки забезпечується належним вмістом вологи. З цією метою вологість повітря регулюється в реакційній камері перед тим, як пара потече на пакувальне середовище. Біологічний пакувальний носій може бути натуральним або виготовленим із синтетичного пластику. Рециркуляція води завжди завершується в системі біологічного окислення, щоб зробити систему більш економічно ефективною. Біохімічне споживання кисню (БПК) опосередковано вимірює кількість органічних речовин, які легко біологічно розкладаються, тому дуже низькі значення вказують на пряме утилізацію стічних вод.
Оперативне видалення широкого спектру відходів і забруднюючих речовин із потоку відпрацьованого газу є головною вимогою до біологічних окислювачів для виконання вимог нормативних дозволів. Мікроорганізми відрізняються своєю здатністю швидко метаболізувати різні забруднюючі речовини, тому вибір правильної суміші організмів є критичним. Ведуться дослідження щодо генетичної модифікації різних організмів, щоб покращити їх ефективність у біологічному окисленні.

## Переваги біологічного окислення

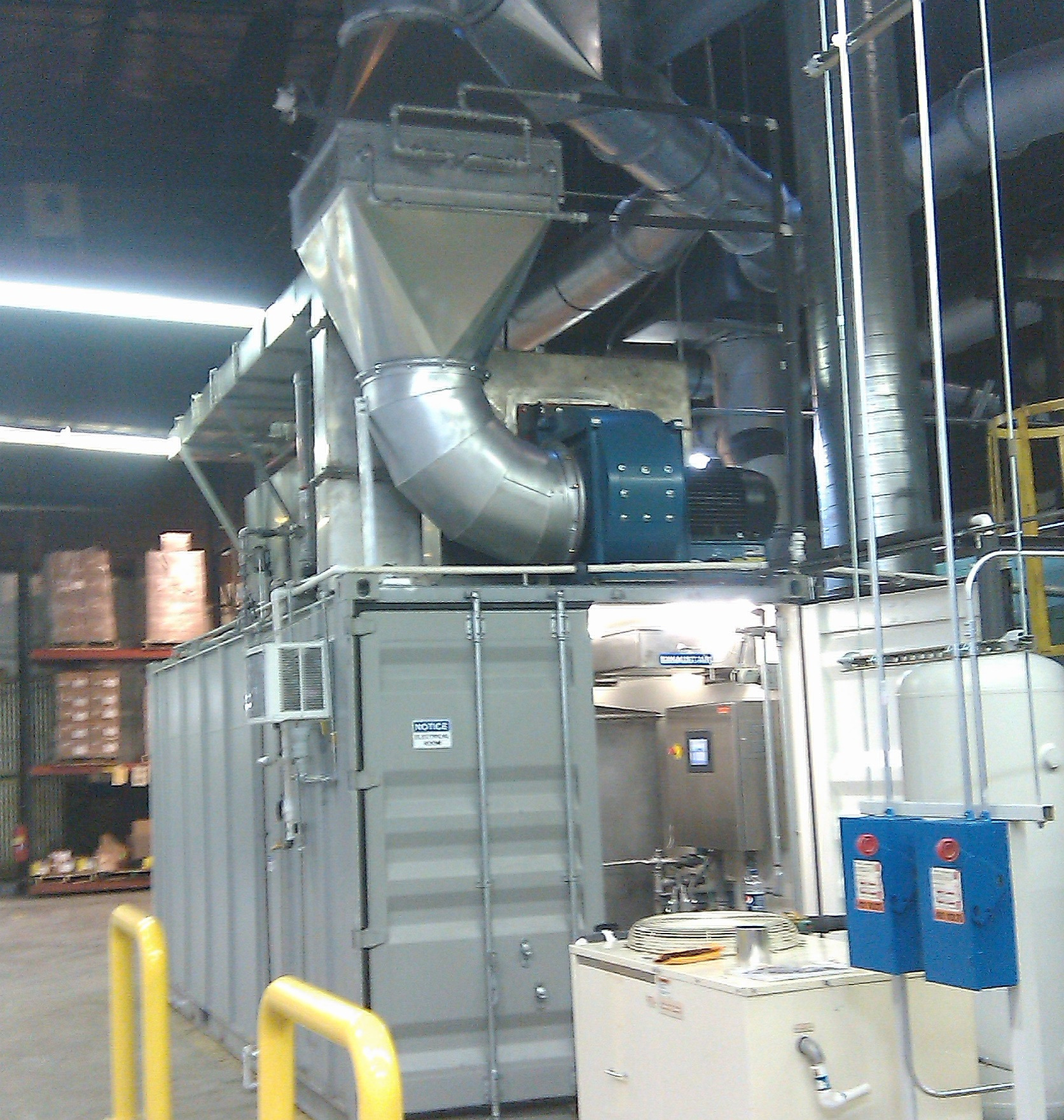
Система біологічного окислення

Біологічне окислення органічних речовин призвело до інновації недорогої вторинної очистки викидів стічних вод і промислових викидів у повітря. Процес біодеградації пропонує дуже швидкий метод, який зазвичай пропонує 4000 каталітичних циклів на хвилину. Ефективність швидкості руйнування, як правило, перевищує 99% для більшості органічних викидів, що піддаються біологічному розкладанню. Технологія біологічного окислення не містить вторинних викидів, і лише незначно продукує CO2. Тоді як інші технології окислення, такі як термічне окислення, утворюють CO, NO2 і CO2.

## Список виробників
Наступні виробники брали участь у розробці, проектуванні та плануванні систем очищення відпрацьованих газів для широкого кола галузей промисловості: Глобальне виробництво систем під ключ.
- American Fabrication and Supply, LLC [1]

## Додаткова література
- Nielsen, Asbjørn Haaning; Vollertsen, Jes (2021-01). Model Parameters for Aerobic Biological Sulfide Oxidation in Sewer Wastewater. Water (англ.) 13 (7). doi:10.3390/w13070981.
- Gogate, P. R.; Thanekar, P. D.; Oke, A. P. (1 червня 2020). Strategies to improve biological oxidation of real wastewater using cavitation based pre-treatment approaches. Ultrasonics Sonochemistry 64. doi:10.1016/j.ultsonch.2020.105016.
- Ободович, О. М. (2018-02). Використання аераційно-окиснювальної установки роторного типу для біологічного очищення стічних вод. Biotechnologia Acta (англ.) 11 (2). с. 57–63. doi:10.15407/biotech11.02.057.
- Lin, Sen; Mackey, Hamish R.; Hao, Tianwei; Guo, Gang; van Loosdrecht, Mark C. M.; Chen, Guanghao (15 жовтня 2018). Biological sulfur oxidation in wastewater treatment: A review of emerging opportunities. Water Research 143. doi:10.1016/j.watres.2018.06.051.